# Шкала депрессии Бека
Шкала депрессии Бека (англ. Beck Depression Inventory, BDI) предложена А. Т. Беком и его коллегами в 1961 году и разработана на основе клинических наблюдений авторов, позволивших выявить ограниченный набор наиболее релевантных и значимых симптомов депрессии и наиболее часто предъявляемых пациентами жалоб. После соотнесения этого списка параметров с клиническими описаниями депрессии, содержащимися в соответствующей литературе, был разработан опросник, включающий в себя 21 категорию симптомов и жалоб. Каждая категория состоит из 4—5 утверждений, соответствующих специфическим проявлениям/симптомам депрессии. Эти утверждения ранжированы по мере увеличения удельного вклада симптома в общую степень тяжести депрессии.
В первоначальном варианте методика заполнялась при участии квалифицированного эксперта (психиатра, клинического психолога или социолога), который зачитывал вслух каждый пункт из категории, а после просил пациента выбрать утверждение, наиболее соответствующее его состоянию на текущий момент. Пациенту выдавалась копия опросника, по которому он мог следить за читаемыми экспертом пунктами. На основании ответа пациента исследователь отмечал соответствующий пункт на бланке. В дополнение к результатам тестирования исследователь учитывал анамнестические данные, показатели интеллектуального развития и прочие интересующие параметры.
В настоящее время считается, что процедура тестирования может быть упрощена: опросник выдаётся на руки пациенту и заполняется им самостоятельно.
Показатель по каждой категории рассчитывается следующим образом: каждый пункт шкалы оценивается от 0 до 3 в соответствии с нарастанием тяжести симптома. Суммарный балл составляет от 0 до 63 и снижается в соответствии с улучшением состояния.
Результаты теста интерпретируются следующим образом:
- 0—13 — вариации, считающиеся нормой
- 14—19 — лёгкая депрессия
- 20—28 — умеренная депрессия
- 29—63 — тяжёлая депрессия

Также в методике выделяются две субшкалы:
- когнитивно-аффективная субшкала (C-A)
- субшкала соматических проявлений депрессии (S-P)